# لوئی رنو
لوئی رنو (به فرانسوی: Louis Renault) (۱۲ فوریه ۱۸۷۷ – ۲۴ اکتبر ۱۹۴۴) صنعتگر و کارآفرین فرانسوی و از بنیان‌گذاران شرکت خودروسازی رنو بود.
او در فوریه سال ۱۸۷۷ در پاریس به دنیا آمد. نام پدرش آلفرد بود که تاجر بود. او در جوانی به هر چیزی که مربوط به مکانیک، ماشین بخار و برق بود علاقه داشت و با شور و شوق بسیار آن را توسعه می‌داد.
لوئی در سن ۲۰ سالگی یک قطعه از سه چرخ را، به یک چهار چرخه اضافه کرد و اختراعی نمود، که در آن زمان باعث حرکت سریع خودروها، از حالت سکون می‌شد. او گیربکس را اختراع کرد. بعد از این اختراع توسط رنو، انتقال نیرو توسط زنجیر به چرخ حذف شد و گیربکس جای آن را گرفت.
او در مورد اختراعش مطمئن بود و شرط بست که ماشین او می‌تواند شیب ۱۳٪ را بالا رود. اگر چه دوستانش اول باور نمی‌کردند که لویی شرط را ببرد ولی تنها او شرط را برد، همچنین ۱۲ سفارش اولش را با پول نقد گرفت. دو برادرش مارسل و فرناند در سال ۱۸۹۹ به وی ملحق شدند و شرکت برادران رنو را تأسیس کردند.

## مرگ
لوئی رنو پس از اشغال فرانسه توسط نیروهای آلمان نازی مجبور به همکاری با آنها شد و سپس در سال ۱۹۴۴ و پس از آزادی فرانسه در دادگاه متهم به همکاری با دشمن شد. رنو مدعی شد با این کار از انتقال دستاوردها و فناوری فرانسه به آلمان و همچنین از انتقال اجباری نیروهای کار فرانسوی به آلمان جلوگیری کرده. او در ۵ اکتبر روانه زندان شد و پس از وخامت اوضاع جسمانی در ۲۴ اکتبر همان سال درگذشت.
علت اصلی و دقیق مرگ لوئی رنو هنوز در هاله ای از ابهام است.